# Congruencia (taxonomía)
En taxonomía se puede hablar de congruencia entre la clasificación y una hipótesis de árbol filogenético, y de congruencia entre dos reconstrucciones filogenéticas diferentes.
Se dice que una clasificación es congruente con la hipótesis de árbol filogenético (sea este expresado como una línea de ancestros y descendientes o como un dendrograma que hipotetiza relaciones filogenéticas) o con el fenograma dado; si del árbol o el fenograma podría derivarse esa clasificación reagrupando los "dendros" (clusters) o cortando la línea de ancestros y descendientes en porciones que respeten las relaciones dadas. Una consecuencia de una clasificación congruente con un árbol filogenético es que admite taxones parafiléticos. Autores que utilizan este término son por ejemplo, RR Sokal, TF Stuessy. Autores cladistas actuales argumentan que la clasificación no debe tener congruencia sino "consistencia lógica" con el árbol filogenético (por ejemplo EO Wiley), la diferencia práctica es que la consistencia lógica sólo admitiría taxones monofiléticos sensu Hennig.
RR Sokal (1986) denomina "congruencia taxonómica" a la congruencia entre dos dendrogramas derivados de líneas de evidencia diferentes.